# Maniacs (britische Band)
Maniacs war eine kurzlebige britische Punk-Band aus London, die von 1977 bis 1978 bestand. 

## Geschichte
Der Gitarrist und Sänger Alan Lee Shaw und der Schlagzeuger Rod Latter lernten sich in Cambridge kennen. 1976 zogen sie gemeinsam nach London und gründeten dort mit zwei weiteren Musikern die kurzlebige Punkband The Rings, die eine Single auf Chiswick Records veröffentlichte und sich dann auflöste. 1977 fanden Shaw und Latter über eine Anzeige im Melody Maker den deutschstämmigen Bassisten Robert Crash und gründeten Maniacs.
Die Band unterzeichnete einen Vertrag bei United Artists und veröffentlichte eine Single; zwei weitere Stücke waren Teil einer von Nems Records und Ariola veröffentlichten Punk-Kompilation.
Im Januar 1978 löste sich die Band auf. Retrospektiv erschienen in den 1990er-Jahren zwei Kompilationsalben mit dem gesammelten Werk der Band.
Alan Lee Shaw spielte in den 1990er-Jahren bei The Damned. Rod Latter, der nach dem Ende der Maniacs zu The Adverts gewechselt war, verstarb am 16. November 2019 im Alter von 70 Jahren. Robert Crash wurde Musikproduzent und war unter anderem für die Eurythmics und Robert Plant tätig.

## Diskografie
- 1977: Chelsea 77 (Single, United Artists Records)
- 1990: Ain't No Legend (Kompilation, Released Emotions Records)
- 1998: So Far... So Loud (Kompilation, Overground Records)